# Castrelos
Castrelos is een plaats (freguesia) in de Portugese gemeente Bragança en telt 186 inwoners (2001).